# Hermel

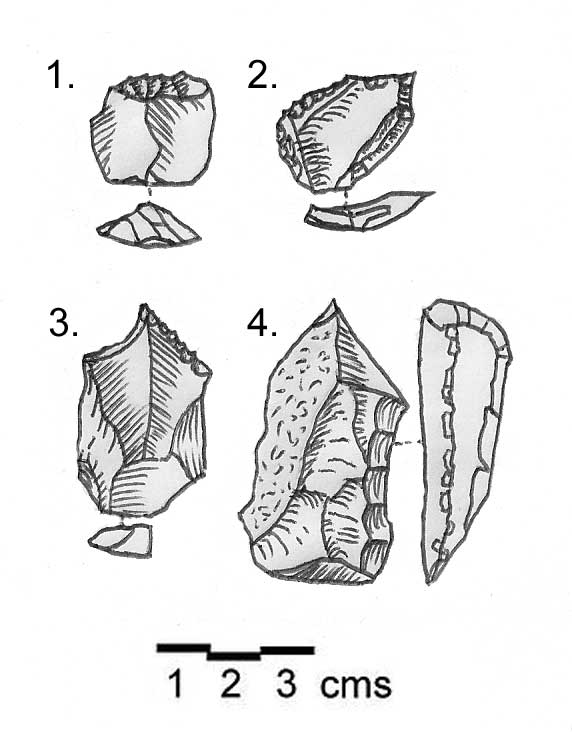
Uunelte de piatră neolitice descoperite la Kamouh el Hermel. 1. Racleta pe o așchie. 2. Răzuitor transversal și șurub pe o așchie subțire. 3. Borer pe o lamă de cremne. 4. Daltă cu o margine largă de lucru pe o așchie grea. Toate în cremene maro mată.

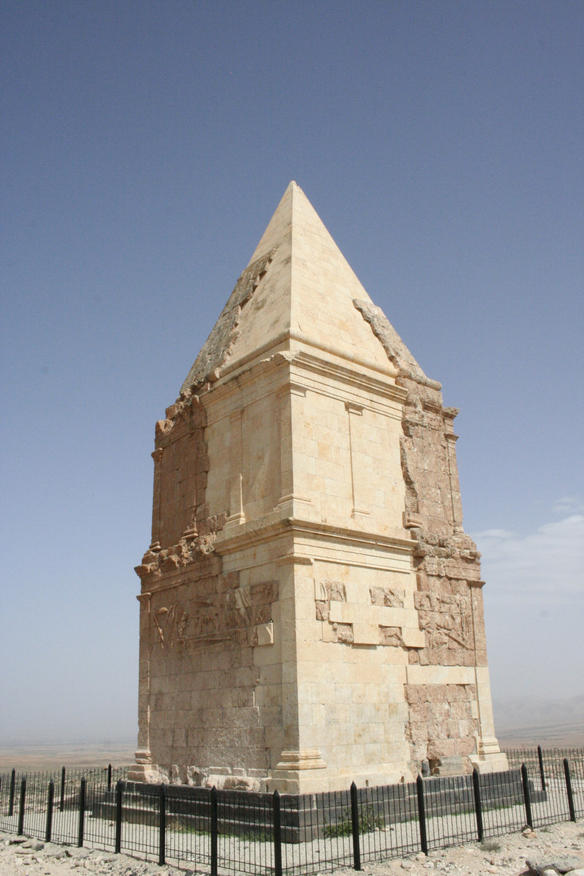

Hermel (în arabă الهرمل) este un oraș în Guvernoratul Baalbek-Hermel, Liban. Este reședința Districtului Hermel. Hermel găzduiește un centru libanez de prim ajutor Crucea Roșie. Locuitorii din Hermel sunt predominant șiiți musulmani.
Există uopiramidă antică cunoscută sub numele de Kamouh el Hermel (Piramida sau Acul din Hermel) situată la aproximativ 6 kilometri (3,7 mi) sud de oraș, care este o atracție populară pentru turiștii locali.

## Arheologie

### Câmpiile Hermel
Câmpiile Hermel sunt o zonă de dealuri joase în jurul Hermel, prin care trece  Râul Orontes și mai multe wadis, care se varsă în bazinul Homs. Zona domină nordul Văii Beqaa și ajunge la nord până la granița cu Siria. O curioasă și nepublicată industrie arheologică există din descoperiri de unelte de piatră în acest domeniu. Se compune din instrumente în general mici a căror tipologie este limitată. A fost numită industria păstorului neolitic de către Henri Fleisch.

### Hermel I (Mrah Abbas)
Hermel I sau Mrah Abbas a fost descoperit de Shiat Ali el Karar w beit hmede și este la 5 kilometri (3,1 mi) nord-est de Hermel, 1 kilometru (0,62 mi) înainte de a ajunge la Mrah Abbas, lângă drum. Este situat pe o câmpie înclinată necultivată care duce în jos 2 kilometri (1,2 mi) de la Orontes. Grădina a scos la iveală rămășițele a zece dolmene, dintre care majoritatea au fost construite pe o fundație mai mare decât camera acoperită. Unele nu au fost, probabil, acoperite de tumuli și câteva nu au fost, evident, construite pentru a avea pietre pe partea de sus.

### Hermel II (Jisr el Aassi)
Hermel II sau Jisr el Aassi este la 2 kilometri (1,2 mi) est de Hermel I, în apropierea defileului prin care curge râul Orontes. A fost găsit de P. Billaux și menționat de Maurice Tallon în 1958, care a făcut o descriere lungă a celui mai mare tumulus în 1959. Industria litică de la fața locului a fost discutată de Henri Fleisch în 1966. Mai multe dolmene au fost găsite în jurul satului Choueighir, la aproximativ 1 kilometru (0,62 mi) nord de podul peste Orontes, în și în jurul satului care se întindea aproximativ la 2 kilometri (1,2 mi) nord de-a lungul pistei de lângă râu. Unele dintre dolmene sunt înclinate spre interior, formând o formă de piramidă. Există un tumul mare la nord de sat, care este compus din blocuri masive în locul în care s-a găsit ceramică datată la începutul epocii bronzului III de Tallon. Henri Fleisch a găsit o colecție de unelte neolitice de cremene în jurul acestor dolmene

### Hermel III (Choueighir)
Hermel III sau Choueighir este un sat situat pe malul stâng (vestic) al râului Orontes, iar un sit arheologic a fost găsit de P. Billaux la 2 kilometri (1,2 mi) nord de acesta. Materialul din silex a fost descris ca fiind de tip neolitic păstor și similar cu cel al Maakne și el Qaa de Henri Fleisch în 1966, este ținut în Muzeul preistoriei libaneze.

### Hermel IV (Wadi el Joz)
Hermel IV sau Wadi el Joz este o colecție de megaliți care sunt la 1,5 kilometri (0,93 mi) est de Hermel Attika, la sud-est de Hermel pe terase uscate care se înclină spre canalul Orontes. A fost găsit de Mohammed Hamadé, studiat de P. Billaux și publicat de Maurice Tallon în 1959. În această zonă au fost descoperite mai mulți tumuli care acopereau camere pe platforme de fundație dreptunghiulare. Erau de obicei orientați de la est la vest, cu unele rămășițe de ziduri construite din pietre megalitice. Maurice Tallon a făcut colecții de piatră și ceramică din zonă datând din diferite perioade. Acestea includeau o racletă incizată cioburi de oale și o tijă răzuitoare din cele mai vechi timpuri neolitic, o racletă plată din epoca bronzului timpurie, împreună cu materialul de mai târziu evul mediu al bronzului și epoca fierului.

## Personalități născute aici
- Assem Kansou (n. 1937), om politic.